# Penelope Houston
Penelope Houston (* 17. prosince 1958 Los Angeles) je americká zpěvačka. V roce 1977 se stala členkou nově vznikající skupiny Avengers, která se ale dva roky poté rozpadla. Obnovena byla v roce 1999 a následně o pět let poté; během žádného z obnovení skupina nevydala žádné nové nahrávky. Své první sólové album nazvané Birdboys vydala zpěvačka v roce 1987 a v následujících letech vyšlo několik dalších alb. V roce 2004 vydala společné album s multiinstrumentalistou Patem Johnsonem nazvané The Pale Green Girl.